# Gelliodes coscinopora
Gelliodes coscinopora är en svampdjursart som beskrevs av Claude Lévi 1969. Gelliodes coscinopora ingår i släktet Gelliodes och familjen Niphatidae. Inga underarter finns listade i Catalogue of Life.